# シーラカンス イズ アンドロイド
「シーラカンス イズ アンドロイド」(Coelakanth Is Android)は、日本のロックバンド、POLYSICSの5枚目のシングル。2005年8月17日に発売。発売元はキューンレコード。

## 解説
- 前作から4ヶ月ぶりのリリース。
- 前作がPOLYSICSのポップな面を出しているのに対し、今作はライブが想像できるようなロックな部分を出したと言う[1]。

## 収録曲
1. シーラカンス イズ アンドロイド (2:50)
（作詞：Hiroyuki Hayashi　作曲：Fumi）
イントロ部分の工場音のサンプリングはイエロー・マジック・オーケストラのアルバムテクノデリック中の「EPILOGUE/後奏」の工場音サンプリングから採られている。
2. Psycho Therapy (2:33)
（作詞・作曲：Ramones）
ラモーンズのカバー。カヨがボーカルを担当する。
3. メソー (2:26)
（作詞：Fumi　作曲：Hiroyuki Hayashi）

全編曲：POLYSICS